# Pleskodāle
Pleskodāle es un barrio de la ciudad de Riga, Letonia.

## Superficie
Posee una superficie de 3,480 kilómetros cuadrados (348 hectáreas).

## Población
Hasta 2021 presentaba una población de 5075 habitantes, con una densidad de población de 1458,33 habitantes por kilómetro cuadrado.

## Transporte

### Rutas
- Autobús: 8, 22, 32, 35, 43, 44, 53, 56.[1]
- Autobús expreso: 336.[1]